# Asteia decepta
Asteia decepta är en tvåvingeart som beskrevs av Becker 1908. Asteia decepta ingår i släktet Asteia och familjen smalvingeflugor. Inga underarter finns listade i Catalogue of Life.